# Авраменко, Валентин Евгеньевич
Валентин Евгеньевич Авраменко (род. 6 июля 1973, Херсон) — украинский писатель-фантаст.

## Биография
Родился в Херсоне 6 июля 1973 года. С 1990 года учился в Николаевском кораблестроительном институте, в 1995 году закончил Херсонский государственный университет по специальности «история». В 90-х годах принимал участие в экспедициях на раскопках древнегреческого полиса Ольвия и на Мангупе в Крыму. Оспаривает версию местонахождения византийской крепости Дорос, построенной в начале VI-го века в средней гряде Крыма.

## Творчество
В феврале — августе 1998 совместно с братом Олегом пишет роман на украинском языке «Сумерки Великих»(укр. Сутінки Великих), который был переведён на русский язык под названием «Накануне Армагеддона», позже стал составной частью романа «Все Грани мира», который выходит в 2000 году в издательском доме «Армада» (впоследствии переиздаётся в 2004 году). В 2001 в издательстве Альфа-книга выходит в свет «Звёзды в ладонях»(укр. Жменя Вічності), а в 2002-м Галактики, как песчинки(укр. Зруйновані зорі). С 2003 по 2007 все книги вышедшие в России, издаются и на Украине. Пишет в соавторстве с братом Олегом Авраменко, но почти никогда не уточняется вклад в работу тандема в конкретной книге. Хронологически первый роман «Принц Галлии»(укр. Принц Галлії), написан ими ещё в начале 90-х, но издан лишь в 2005 году, на украинском языке.Если прибегнуть к терминологии А.Лосева, назвавшего его брата: «Херсонским отшельником», может смело считаться его тенью. Последний раз появлялся на Евроконе в 2006-ом году, с того времени полностью избегает публичности.

## Опубликованные книги

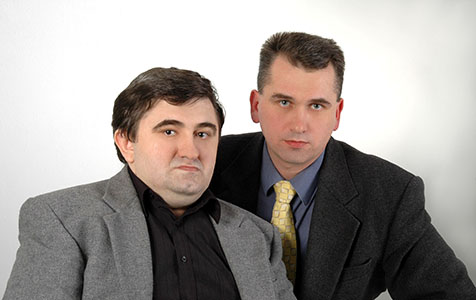
Валентин и его брат и соавтор Олег Авраменко

- 2000 — Все Грани Мира (рус.; соавторство указано в предисловии)
- 2000 — Грани Нижнего Мира (рус.)(авторские права)[6][7]
- 2001 — Звёзды в ладонях (рус.)(авторские права)[6][7]
- 2002 — Галактики, как песчинки (рус.)(авторские права)[6][7]
- 2003 — Сутінки Великих (укр.)
- 2004 — Жменя Вічності (укр.)
- 2005 — Принц Галлії (укр.)
- 2007 — Зруйновані зорі (укр.)
- 2007 — Игры Вышнего Мира (рус.)(авторские права)[6][7]